# ハンガリー空軍
ハンガリー空軍（ハンガリーくうぐん；ハンガリー語:  Magyar Légierő）は、ハンガリーの空軍組織である。現有兵力は5,750名。

## 組織・編成
ハンガリー空軍には、航空部隊が所属する部隊が二つある。
固定翼機はケチケメート基地、回転翼機はソルノク基地で運用されている。
- 空軍司令部
  - 第1兵站支援大隊
  - 第12防空ミサイル旅団 - 2K12（SA-6）
  - 第54対空監視団
  - 第59"デジェー・セントジョルジ"戦術航空基地 (ケチケメート空軍基地)
    - 第1戦闘飛行隊 - JAS39C/JAS39D
    - 第2戦闘飛行隊 - MiG-29B/UB、L-39ZO
    - 第3輸送飛行隊 - An-26
    - 第4飛行隊 - Yak-52

  - 第86'ソルノク'ヘリコプター航空団(ソルノク空軍基地)
    - 第1輸送ヘリコプター大隊 - Mi-8、Mi-9、Mi-17
    - 第2戦闘ヘリコプター大隊 - Mi-24D/P/V

  - パパ基地

## 装備
固定翼機
- JAS39C グリペン × 12機
- JAS39D グリペン × 2機

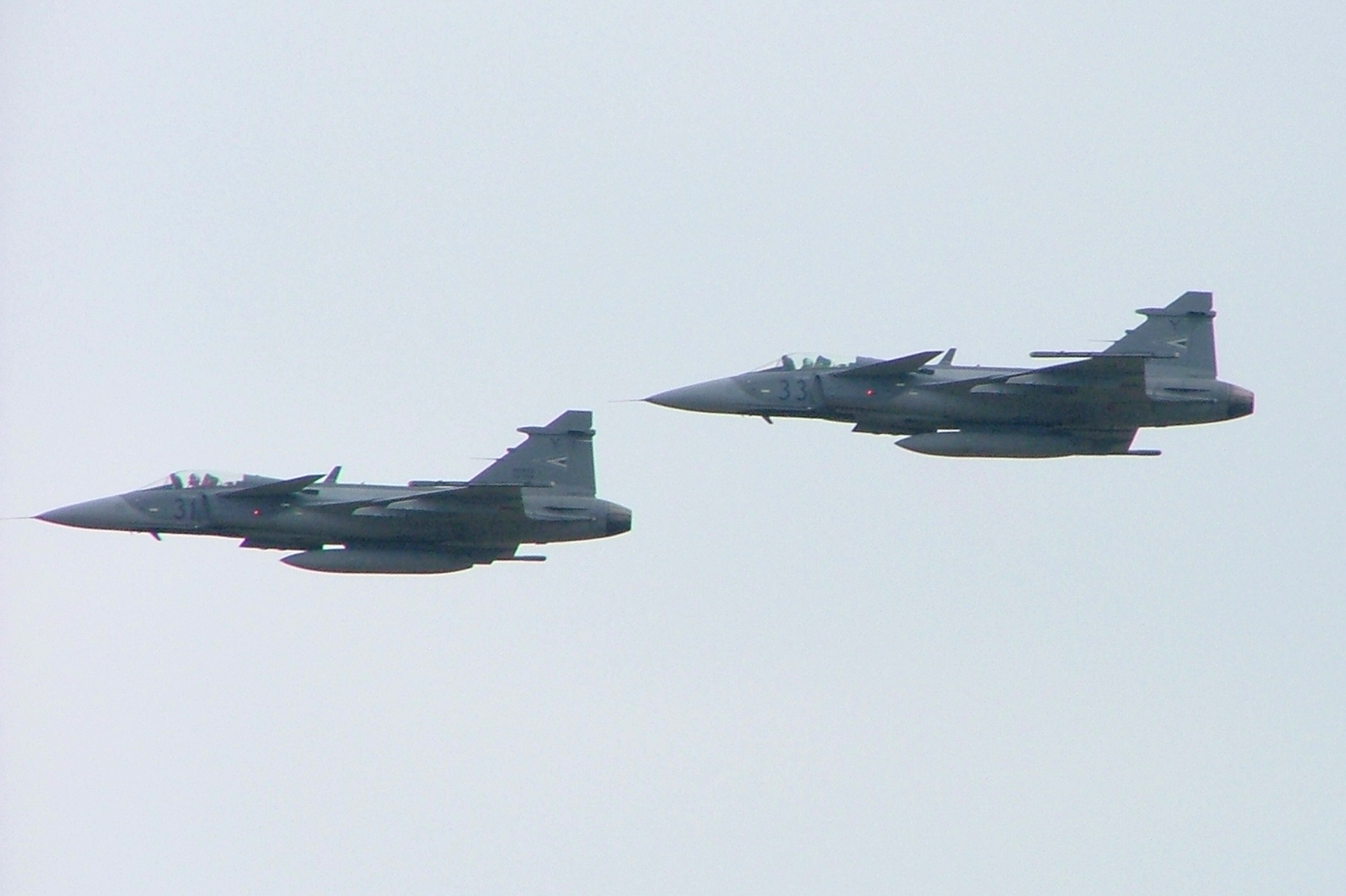
ハンガリー空軍所属のサーブ 39 グリペン

- エンブラエル KC/C-390 ミレニアム ×1機（1機発注済み）
- エアバス A319 × 2機
- ダッソー ファルコン 7X × 2機
- ズリン Z-143LSi × 2機
- ズリン Z-242L × 6機

回転翼機
- Mi-24P ハインドF × 2機
- Mi-24V ハインドE × 6機
- H145M × 20機
- AS350 エキュレイユ × 2機

対空兵器
- 2K12（SA-6）
- ミストラル

搭載兵器
- AIM-9 サイドワインダー
- AIM-120C AMRAAM
- AGM-65 マーベリック
- 3M11 ファランガ
- 9K114 シュトゥルム-V
- ペイブウェイII

退役済み
- Bf109
- MiG-15
- MiG-15bis
- MiG-15UTI
- MIG-17
- MiG-17A
- MiG-17AS
- MiG-17P
- MiG-17F
- MiG-17PF
- MIG-17PM
- MiG-17PFU
- MIG-17R
- MiG-17SN
- MiG-19P
- MiG-19PM
- MiG-21F-13
- MiG-21PF
- MiG-21MF
- MiG-21bis
- MiG-21U
- MiG-21UM
- MiG-23MF
- MiG-23UB
- MiG-29B
- MiG-29UB
- L-39ZO
- An-26
- Yak-52
- Mi-8
- Mi-9
- Mi-17
- Mi-24D

調達
- 2001年12月にJAS39C/D（グリペン）14機の導入を決定していたが、2024年2月23日、スウェーデン軍国防資材局（スウェーデン語版）は4機のJAS39Cを新たに受注したことを発表した。この4機は2025 - 2026年にかけて納入予定で、総数は18機となる。ハンガリーはNATO加盟国で唯一スウェーデンの加盟を承認していなかったが、3日後の2月26日に承認した[4]。
- 2020年11月にKC/C-390空中給油/輸送機2機の購入をエンブラエル社と契約した[3]。同機は戦術輸送、JAS39戦闘機への空中給油、医療搬送任務に充てられる[3]。2024年9月5日、最初の1機が引き渡された[3]。